# Chiyo Miyako
Chiyo Miyako (jap. 都 千代 Miyako Chiyo; ur. 2 maja 1901, zm. 22 lipca 2018) – japońska superstulatka, od 21 kwietnia do 22 lipca 2018 roku najstarsza żyjąca osoba na świecie.
Mieszkała w prefekturze Kanagawa, której od 2015 po śmierci Kiyoko Ishiguro była najstarszą mieszkanką. 21 kwietnia 2018 w wieku 116 lat i 354 dni po śmierci swojej rodaczki Nabi Tajima została także najstarszą żyjącą osobą na świecie zweryfikowaną przez Gerontology Research Group.
Zmarła 22 lipca 2018 w wieku 117 lat i 81 dni. Jest 10. pod względem długości życia osobą w historii (w chwili śmierci zajmowała na tej liście miejsce ósme) oraz 3. pod względem długości życia w historii Japonii. Chiyo Miyako była pierwszą w historii osobą urodzoną w XX wieku, która przejęła tytuł najstarszej osoby na świecie.